# Paulo Flores
Paulo Flores (1972, Luanda), es un cantante y músico angoleño. La mayor parte de su infancia lo pasó en Lisboa, Portugal. Su música es principalmente escrito en portugués, aunque en algunos es lengua kimbundu. Su música ha sido a menudo sobre los asuntos políticos que se ocupan sobre las dificultades de la vida en Angola, la guerra, y la corrupción. Su estilo de música es conocida como Semba. Algunos de su música apareció en la película francesa del film La Grande Ourse. En abril de 2007 actuó en la primera Trienale de Luanda el 4 de julio de 2008, Paulo Flores hizo un concierto en el estadio Coqueiros con cerca de 25.000 espectadores, que al lado de concierto fue la segunda sobre la historia de Angola en el número de personas detrás de Kassav, fue el más emotivo. A esto se le denominó como la "Exposición del arte contemporáneo". 

## Discografía
- Kapuete, 1988
- Sassasa, 1990
- Coração Farrapo e Charry, 1991
- Brincadeira Tem Hora, 1993
- Inocenti, 1995
- Perto do Fim, 1998
- Recompasso, 2001
- Xé Povo, 2003
- The Best, 2003
- Ao Vivo, 2004

- Datos: Q2032898